# NACK5 ANNIVERSARY
NACK5 ANNIVERSARY （ナック ファイブ アニバーサリー）は、NACK5の開局記念日、毎年10月31日前後に行われる特別番組である。番組内容は毎回異なる。

## 開局25周年記念プログラム 「We love SAITAMA We love NACK5」
2013年10月31日午前9:00〜午後11:00に放送。25周年にちなみ、「25」をキーワードに様々な企画でNACK5、そして埼玉をフィーチャーする。
番組では、NACK5パーソナリティが普段見られない組み合わせで番組を進行したほか、様々な企画に挑戦した。
また、16:00〜19:00のパートは、STUDIO ARCHEから公開生放送された。

### パーソナリティ
- 9:00 - 13:00：三遊亭鬼丸・池辺愛
- 13:00 - 15:00：黒田治・椿姫彩菜
- 15:00 - 16:00：島田秀平・山口五和
- 16:00 - 19:00：きっくん (菊池淳介)・小林アナ
- 19:00 - 23:00：バカボン鬼塚・横田かおり

### 企画
- ウォーク：ケイザブロー[2]、斉藤リョーツ[3]、Happyだんばら[4]、福島和可菜[5]の4人が、様々なミッションにチャレンジしながら、埼玉県内東西南北4カ所から25キロ歩き、大宮のNACK5本社を目指す。
- 実況：クイズコーナー。 小笠原聖が、埼玉県内のある駅から実況でリポートする。リスナーはそのヒントを元に正解を考える[6]。
- ランキング：リスナーからの投票で、埼玉に関する様々なランキングを作成する。
- 埼玉打線：もし埼玉県内の市町村で打順を組んだらどうなるか、リスナーからの投票を元に作成する。
- 埼玉百景 ：リスナーから埼玉県内で撮影した美しい写真を募集する。

### We Love SAITAMA, We Love NACK5. Special Live at ARCHE
放送日の10月31日に、アルシェ1階ステージアルシェで開催されたスペシャルイベント。NACK5にゆかりのある4組のアーティストが出演し、生ライブを行った。MCは山本昇。出演アーティストは以下の通り。
- 16:00〜 吉川友  -『〜IDOL SHOWCASE〜 i-BAN!!』内『吉川友きっかり10分ちょっと』
- 16:30〜 三浦祐太朗 -『三浦祐太朗 The WindSing』
- 17:00〜 moto -『moto SINGING MY HEART』
- 17:30〜 近藤夏子 -『STROBE NIGHT!』木曜日

## FM NACK5 開局30周年記念特別番組「30年ありがとっ！NACK5祭りだワッショイ！」
2018年10月30日 12:00 - 10月31日 18:00に放送。開局史上初の2日間にわたる30時間特別番組となった。NACK5パーソナリティが時間帯ごとにリレー形式で番組を進行し、生放送を行った。番組ハッシュタグは『#感謝795』

### パーソナリティ
() 内は放送当時の担当番組。また、芸名は放送当時のもの。
なお、日付の切り替わりはNACK5の放送基点である5:00とする。

#### 10月30日
12:00 - 13:55：大野勢太郎 (『大野勢太郎の楽園ラジオ〜パワー全開!!〜』)

14:00 - 16:55：三遊亭鬼丸・高橋麻美 (『GOGOMONZ』)

- ゲスト：さくまひでき[注釈 1]とゆうかりしずる[8]

17:00 - 19:55
- 中山貴大・三浦祐太朗・小林千鶴 (『キラメキ ミュージック スター「キラスタ」』)
- 土屋礼央・佐々木もよこ (『カメレオンパーティー』)

20:00 - 23:55：西村真二 (ラフレクラン)・橘柊生 (DISH//) (『Nutty Radio Show THE魂』火曜日)
- ゲスト：藤井ペイジ (飛石連休)・岡田サリオ[9] (『Nutty Radio Show THE魂』木曜日)

24:00 - 28:55
- 小林アナ・だいすけ・藤原倫己・パーマ大佐 (『ラジオのアナ～ラジアナ』)
- 春日萌花 (『FANTASY RADIO』)
- 手賀沼ジュン (『手賀沼ジュンのウナンサッタリ・パンツ』)
- 柴田聡 (『Hit Hit Hit!』)

#### 10月31日
5:00 - 6:55：片桐八千代・高森浩二 (『NACK5時ラジ』)

7:00 - 9:55
- アロハ太朗  (『Good Lack! Morning!』)
- 池辺愛 (『monaka』)

10:00 - 12:55：バカボン鬼塚・山口五和 (『HITS! THE TOWN』)

13:00 - 15:55：ケイザブロー・斉藤リョーツ (『びーさんぼーいず〜Be SUNDAY BOYS〜』) 

16:00 - 17:55：小林克也 (『FUNKY FRIDAY』『ベストヒットUSA』)

### コーナー企画

#### スペシャルゲスト対談
- 10月30日 12時台：大野勢太郎 × 亀梨和也 (KAT-TUN) -『KAT-TUN亀梨和也のHang Out』パーソナリティ
- 10月31日 16時台：小林克也 × 爆笑問題

#### キラキラ!!電リク〜キラリク〜
2018年現在、メールやSNS、メッセージフォームからリクエストを送るのが主流になったが、「30周年だからこそ、ラジオの原点に立ち返ってみよう」という想いから「電リク」を実施した。オペレーターとしてNACK5パーソナリティやレポーターが参加。
オペレーター担当者
- 三遊亭鬼丸[10]
- 高橋麻美[10]
- さくまひでき[10]
- ゆうかりしずる[10]
- 堂尾弘子[10][11][12] - NACK5ショッピングキャスター
- 中山貴大[13]
- 小林千鶴[13]
- アロハ太朗[11]
- ケイザブロー[12]

#### Time and Music
毎時の時報前に放送。NACK5が開局した1988年から2017年までの音楽シーンや番組について振り返った。
パーソナリティ
- 田家秀樹 (『J-POP TALKIN'』)
- 富澤一誠 (『Age Free Music!』)
- 小笠原聖 (『SPO-NOW』『NACK5 SUNDAY LIONS』)

#### 「ありがとっ」の恩返し!! 〜NACK5【お笑い三じゅう士】が「笑い」をお届けします!!〜
「お笑い三じゅう士」のメンバーがリスナーの自宅や指定された場所に向かい、笑いを届ける。その模様は番組内にて電話で生中継された。案内人はHappyだんばらが担当。
「お笑い三じゅう士」メンバー
- 小林アナ (30日のみ)
- パーマ大佐
- 手賀沼ジュン
- 日本エレキテル連合 (31日のみ)

#### チーム対抗 感謝のパネルバトル
当時配信されていたアプリ「NACK5タッチ」を使用した番組連動型ゲーム。参加するリスナーのスマホ上に表示されたパネルを開けるため、パーソナリティが様々なバトルを繰り広げた。

#### ラジオドラマ
NACK5と81プロデュースのコラボレーションにより、「感謝」がテーマのラジオドラマを放送した。
なお、約1ヶ月後の12月2日 1:00 - 3:00に放送された『VOICE ACTORS RADIO』第1部でラジオドラマ6本が一挙放送され、リスナーから寄せられた感想も紹介された。(パーソナリティ：石川光太郎、ゲスト：清水マリ)
タイトルと出演者は以下の通り。
10月30日
15時台：『10月のひまわり』
- 清水マリ
- アロハ太朗
- 池辺愛

17時台：『OL3人物語～アフターファイブ事件簿～』
- 江口拓也
- 片桐八千代
- 小林アナ
- かえひろみ

21時台：『時空旅行物語』
- 西山宏太朗
- 三浦祐太朗
- 春日萌花

25時台：『大宮二丁目物語』
- 久保田未夢
- 澁谷梓希
- ケイザブロー
- 斉藤リョーツ

10月31日
8時台：『教師新人物語』
- 高橋李依
- バカボン鬼塚
- 柴田聡
- 高森浩二

12時台『ラジオ30年物語～大切なもの』
- 中尾隆聖
- 土屋礼央
- 佐々木もよこ

## FM NACK5 開局32周年記念特別番組「おびハピTOWN ～つながるラジオ～」
2020年10月31日の8:00 - 12:00 (第1部)、12:55 - 17:55 (第2部) に放送。
放送当時は新型コロナウイルスの流行下にあり、感染防止のために人と人との間に一定の距離を保つ「ソーシャルディスタンス」をとるように求められる時世であった。そんな中「土曜日の顔4名と、NACK5おなじみのパーソナリティーやゲストとともに、改めて人と人とのつながり、そして、人とラジオとのつながりについて、一緒に楽しく考えませんか...？」というコンセプトのもと、放送曜日にあたる土曜日のレギュラーワイド番組『Saturday Morning Radio おびハピ!』『HITS! THE TOWN』のスタッフ・パーソナリティのコラボレーションによる特番が実現した。番組ハッシュタグは『#obt795』

また、パーソナリティ4人のサイン入り・特製「おびハピTOWNステッカー」が第1部・第2部で各16名ずつ、合計32名のリスナーにプレゼントされた。

### パーソナリティ
- Happy だんばら・小尾渚沙 -『Saturday Morning Radio おびハピ!』パーソナリティ
- バカボン鬼塚・山口五和[注釈 5] -『HITS! THE TOWN』パーソナリティ

### ゲスト
() 内は当時の担当番組と当日の出演形態。特記なき限りはスタジオ生出演である。
8時台
- 大野勢太郎[21] (『THE SEITARO★RADIO SHOW「1700」』、コメント出演)
- だいすけ[22] (『ラジオのアナ～ラジアナ』火曜日、リモート出演)

9時台
- 堂尾弘子[21]  - NACK5ショッピングキャスター
- 小林アナ[23] (『ラジオのアナ～ラジアナ』月曜日、電話出演)

10時台
- 三遊亭鬼丸・高橋麻美[21] (『GOGOMONZ』、コメント出演)
- 富澤一誠[21] (『Age Free Music!』、コメント出演)

11時台
- SHUNKUN・斉藤百香[注釈 6][21] (『キラメキ ミュージック スター「キラスタ」』月・火曜日、コメント出演)
- 土屋礼央・佐々木もよこ[21] (『カメレオンパーティー』、コメント出演)
- ぜったくん[24] -『Saturday Morning Radio おびハピ!』のテーマソングを手掛けた。

13時台
- 斉藤優里[注釈 7][25] (『Nutty Radio Show THE魂』月曜日、リモート出演)
- アロハ太朗[21] (『Good Luck! Morning!』、コメント出演)
- 田家秀樹[21] (『J-POP TALKIN'』)

14時台
- 小林アナ[26] (電話出演、9時台に続き2度目)
- ケイザブロー・斉藤リョーツ[21] (『びーさんぼーいず〜Be SUNDAY BOYS〜』、コメント出演)
- 栗林さみ[27] (『Smile SUMMIT』、リモート出演)

15時台
- 三浦祐太朗[21] (『キラメキ ミュージック スター「キラスタ」』水・木曜日、コメント出演)
- 小笠原聖[28] (『SPO-NOW』『NACK5 SUNDAY LIONS』、電話出演)
- 森下奈津子[21] (『NACK5 TRAFFIC』、電話出演)

16時台
- 根本要 (スターダストレビュー)[29] (『NACK de ROCK』)

17時台
- 小林アナ[30] (電話出演、9時台・14時台に続き3度目)
- 小林克也[21] (『FUNKY FRIDAY』『ベストヒットUSA』、コメント出演)

### 企画・コーナー
ハッピーチャレンジ
2019年7月14日に放送された特別番組『バカボン鬼塚×Happyだんばら ハッピーチャレンジ180～幸せになれることにチャレンジ！～』からの企画。放送前日に誕生日を迎えただんばらが、「32」にちなんだ課題に挑む。

パート1「歴代の内閣総理大臣を初代から32代まで覚える」
成果発表の11時40分まで1時間を切ったところで「任命された西暦も覚える」というルールが追加され、一気に難易度が上がった。

結果は失敗に終わったが、第2部の放送時間中にもうひとつの課題に挑戦し、成功した場合罰ゲーム (後述) を回避できることとなった。

パート2「歴代のアメリカ大統領を初代から32代まで覚える」

こちらもあえなく失敗し、だんばらには
- 次週の『おびハピ!』にHappyたんぱら名義で出演し、一人称として「たんぱら」を名乗る
- 2日後の『THE魂』の放送全編において、一人称「ハピたん」を名乗る

というふたつの罰ゲームが課された。
小尾渚沙の「ご自愛ください」
コーナーの詳細は「Saturday Morning Radio おびハピ!#コーナー」を参照。

普段は『おびハピ!』内で行われる小尾のお悩み相談コーナーだが、この日は鬼塚と山口も参加し、リスナーの相談に乗った。
Sawa Yamaguchiのコロコロクイズ！・あまがみ神社
コーナーの詳細は「HITS! THE TOWN#現在のコーナー」を参照。

両者ともに『HITS』で山口が担当するコーナー。「コロコロクイズ」のサイコロを小尾が振る、「あまがみ神社」で小尾も言葉の読み上げに挑戦するなど、この日ならではのコラボレーションが行われた。
NACK5 MUSIC SPECIAL 2020
この日から2週にわたって放送された特別番組の第1弾。鬼塚と旧知の仲である根本要が生対談を行った。

## 開局35周年SPECIAL WE ARE THE NACK5
2023年10月31日 18:00 - 23:00に放送。同日の同時間帯に「NACK5関連アーティスト5か月連続主催コンサート＠大宮ソニックシティ」の第5弾イベント『FM NACK5 35th PARTY ～大宮いんびてーしょん～』が開催されており (後述)、同イベントの一部を生中継したり、イベント出演を終えたパーソナリティが当番組にゲスト出演したりと、連動する面が多くみられた。リスナーからは「NACK5の思い出」をテーマにメッセージを募集した。番組及びイベントのハッシュタグは『#大宮いんびてーしょん』

### パーソナリティ
- 土屋礼央[40] (『カメレオンパーティー』パーソナリティ)

### ゲスト
- 大野勢太郎[41] (『THE SEITARO★RADIO SHOW「1700」』パーソナリティ)
- 高森浩二[42] (『NACK5時ラジ』月・水・金曜日パーソナリティ)
- 片桐八千代[42] (『NACK5時ラジ』火・木曜日パーソナリティ)
- 小林克也[43] (『FUNKY FRIDAY』『ベストヒットUSA』パーソナリティ、電話出演)

以下は、イベント終演後に番組に出演したゲスト。当時の担当番組については後述。
- 斉藤百香[44]
- 酒井直斗[44]
- 時田穂乃華[45]
- でか美ちゃん[45]
- 結[45]
- 柴田聡[46]
- 佐々木もよこ[46]
- 小林アナ[46]
- Happyだんばら[47]
- バカボン鬼塚[47]
- 栗林さみ[47]
- 保井ひろゆき[47]
- 西田好孝 (入間国際宣言)[47]

### NACK5 35th PARTY ～大宮いんびてーしょん～
2023年10月31日に大宮ソニックシティ大ホールで開催された開局35周年記念イベント。

#### 出演者
- 金子海美 (あるめりあ) - 開局35周年記念企画「TOUCH THE DREAM」[48]で選出され、オープニングアクトを務めた[49]。
- アロハ太朗 -『Good Lack! Morning!』
- 栗林さみ -『Smile SUMMIT』
- 三遊亭鬼丸・アイドル鳥越・横田かおり -『GOGOMONZ』
- 酒井直斗・西村真二 (コットン)・三浦祐太朗・斉藤百香 -『キラスタ』
- バカボン鬼塚[注釈 9]・時田穂乃華・JOY・結・古坂大魔王・でか美ちゃん・はなわ -『FAV FOUR』
- 保井ひろゆき[注釈 10]・岩淵紗貴 (MOSHIMO)・西田好孝 (入間国際宣言)・平井珠生 -『ラジオのアナ～ラジアナ』
- 柴田聡 -『Good Luck! Morning! - Friday - 』
- Happyだんばら・小尾渚沙 -『Saturday Morning Radio おびハピ!』
- 小林アナ・パーマ大佐 -『Sunday Audio Show〜アナと日曜のパーマ〜』
- 佐々木もよこ -『カメレオンパーティー』

MUSIC Act ラインナップ
- アイドル鳥越
- エスカネーチャンズ[注釈 11]
- 小尾渚沙
- KKC (かかし)
- 佐々木もよこ
- はなわ
- パーマ大佐
- ミカ・デ・カサコ (古坂大魔王・でか美ちゃん)
- MOSHIMO
- NACK5オールスターズ - 出演者全員で『WE ARE THE NACK5 2023』を歌唱した[50]。